# Annett Kaufmann
Pour les articles homonymes, voir Kaufmann.
Annett Kaufmann, née le 23 juin 2006, est une pongiste allemande.

## Biographie
Annett Kaufmann commence le tennis de table à l'âge de 4 ans.
Elle est championne d'Europe cadette en simple , en double dames avec la roumaine Bianca Mei Rosu et en par équipes en 2021. La même année elle remporte également le titre dans la catégorie espoir. Elle devient la plus jeune joueuse de l'histoire à soulever ce trophée, à 15 ans et 5 mois. Ses résultats lui permettent d'être sélectionnée avec l'équipe d'Allemagne aux championnats d'Europe 2021. Elle gagne avec cette équipe le titre de championne d'Europe. Elle reçoit alors pour la troisième fois consécutive le trophée de jeune talent pour la meilleure performance de l'année en Allemagne.
L'année suivante elle est sacrée championne d'Europe en simple mais cette fois dans la catégorie junior.Elle ramène également le titre en double mixte avec le roumain Iulian Chirita. 
En février 2023 elle gagne son premier tournoi sur le circuit international. Elle s'impose en finale du WTT Feeder de Düsseldorf contre l'autrichienne Amélie Solja par 3 set à 2. Elle devient vice-championne d'Allemagne en simple en perdant en finale contre Sabine Winter. Elle remporte à nouveau le titre en par équipes avec l'Allemagne aux championnats d'Europe 2023 à Malmö.
En 2024, elle gagne son premier titre de championne d'Allemagne en simple à 17 ans. Elle s'impose en finale contre Yuan Wan avec qui elle remporte également le titre en double dames. La même année elle devient championne du monde des moins de 19 ans en simple. Il s'agit de la première allemande et première non asiatique à remporter le titre dans cette catégorie.
Elle joue pour le club du SV Böblingen depuis 2019. C'est une gauchère avec un style de jeu proche de Vladimir Samsonov. Elle occupe la 64e place mondiale en janvier 2024.

## Sponsoring
Elle sous contrat avec la marque allemande Tibhar depuis 2012.